# 블록 파티
블록 파티(Bloc Party)는 잉글랜드의 인디 록 밴드이다.

## 구성원
- 켈리 오케릭(Kele Okereke) - 보컬, 기타
- 러셀 리작(Russell Lissack) - 기타
- 고든 목스(Gordon Moakes) - 베이스
- 맷 통(Matt Tong) - 드럼

### 이전 멤버
- 데이비드 서스턴(David Searston)
- 맷 콜먼(Mat Coleman)
- 제임스 콜리(James Chorley)

## 음반 목록
- 《Silent Alarm》(2005년)
- 《Silent Alarm Remixed》(2005년, 리믹스 음반)
- 《A Weekend in the City》(2007년)
- 《Intimacy》(2008년)